# 日本とハイチの関係
日本とハイチの関係（フランス語: Relations entre Haïti et le Japon、英語: Japan–Haiti relations） では、日本とハイチの関係について概説する。

## 両国の比較
|             | ハイチ                      | 日本                           | 両国の差                |
| ----------- | --------------------------- | ------------------------------ | ----------------------- |
| 人口        | 1126万3077人（2019年）      | 1億2626万人（2019年）          | 日本はハイチの約11.2倍  |
| 国土面積    | 2万7750 km²                 | 37万7972 km²                   | 日本はハイチの約13.6倍  |
| 首都        | ポルトープランス            | 東京都                         |                         |
| 最大都市    | ポルトープランス            | 東京都区部                     |                         |
| 政体        | 共和制 大統領制             | （民主制）議院内閣制           |                         |
| 公用語      | フランス語 ハイチ語         | 日本語（事実上）               |                         |
| 国教        | なし                        | なし                           |                         |
| GDP（名目） | 143億3216万米ドル（2019年） | 5兆819億6954万米ドル（2019年） | 日本はハイチの約354.6倍 |

## 歴史

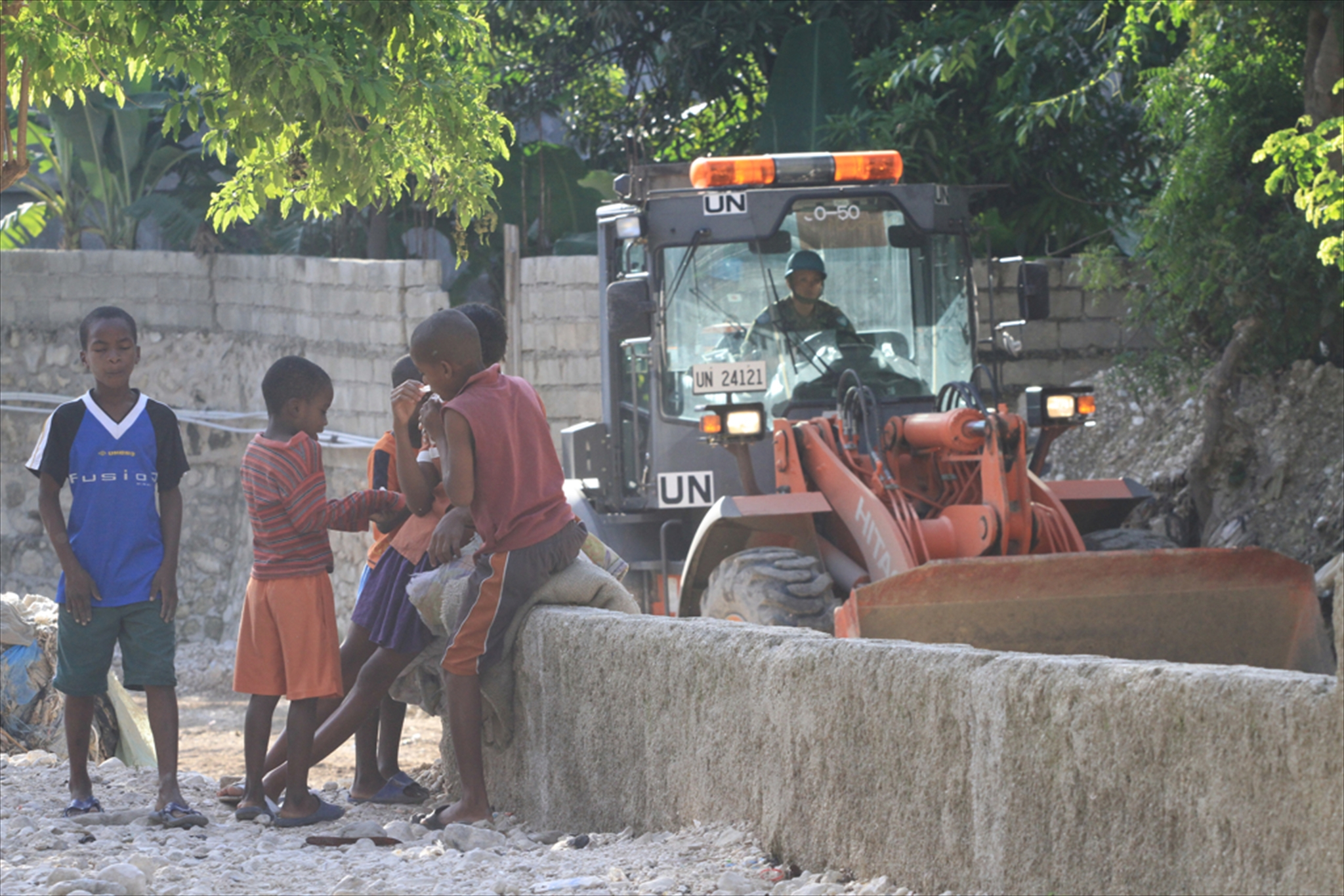
重機で工事を行う自衛官

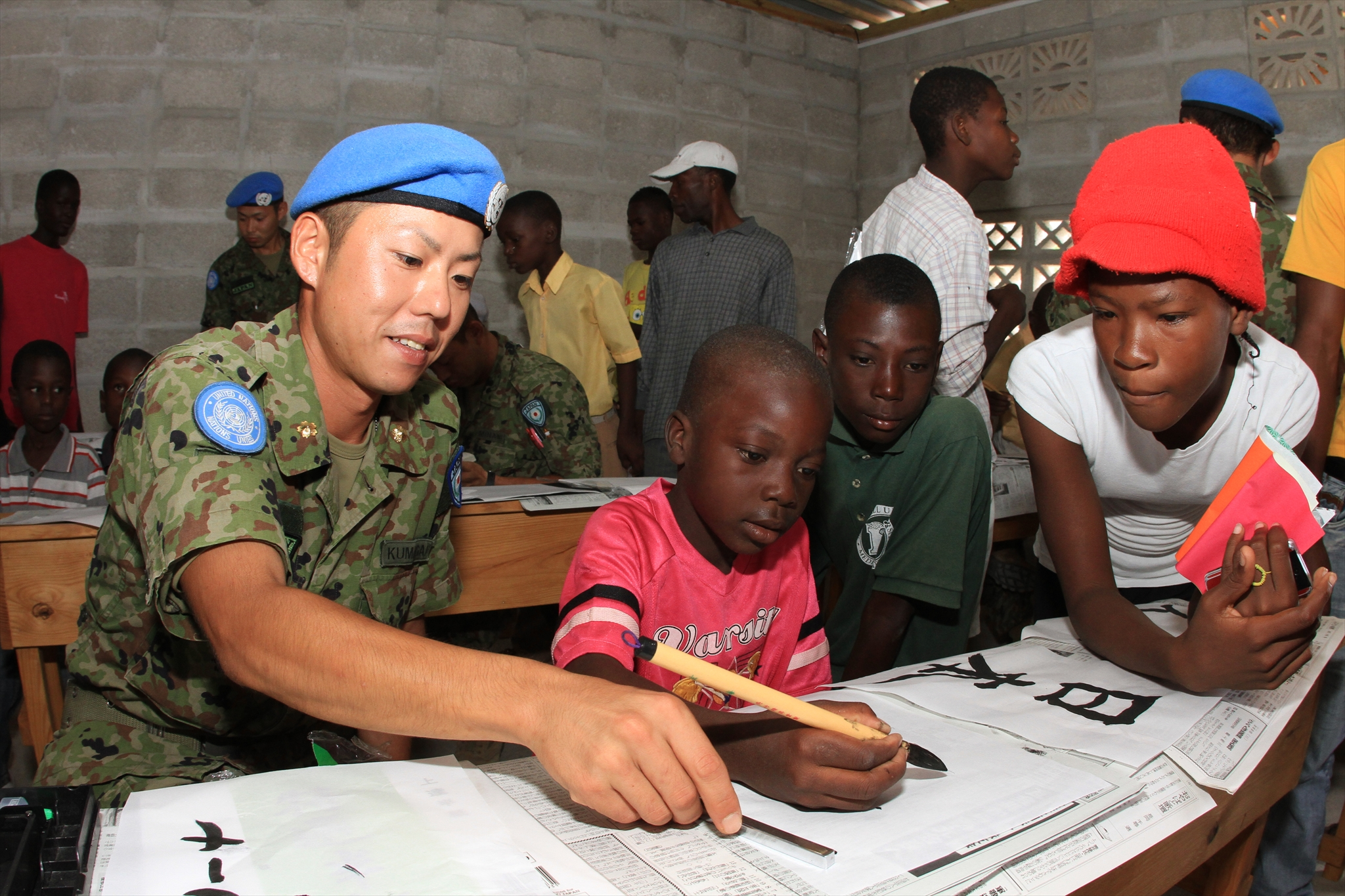
現地で文化交流をする自衛官

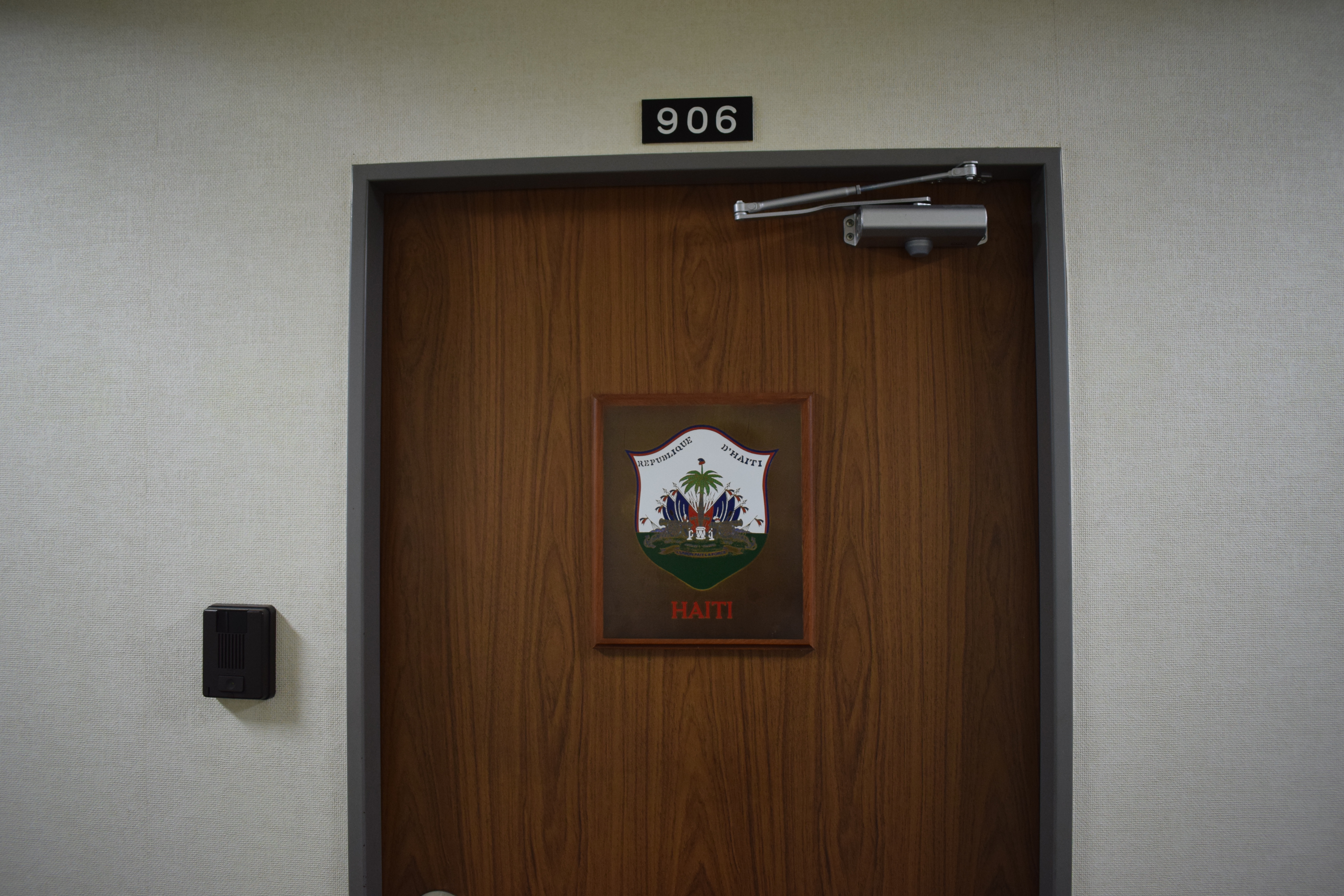
駐日ハイチ大使館入り口（東京）

### 外交史
戦前から外交関係を有しており、1931年には在神戸ハイチ領事館が開設、1935年には在ポルトープランス日本名誉総領事を設置した。第二次世界大戦により一時国交が断絶するも、1956年には国交が回復した。1960年には駐日ハイチ大使館が開設され、日本国大使館は当初在ドミニカ共和国日本国大使館が兼轄していたものの1975年には在ハイチ日本国大使館（在ハイチ兼勤駐在官事務所）が開設されるなど、戦後は順調に友好関係を築いてきた。しかし、2004年に「ハイチ解放再建革命戦線」が北部の町ゴナイーヴで蜂起を起こし、ハイチ・クーデターと呼ばれる武力衝突が発生した。この情勢不安により日本は大使館を一時閉鎖し、同年には再開されたものの特命全権大使が常駐しない状態が続き、事実上の在ドミニカ共和国日本国大使館であった。
2010年代後半からは情勢安定化により徐々に在ハイチ兼勤駐在官事務所が文化交流などの活動を再開し始め、2021年にはようやく兼勤駐在官事務所が廃止されポルトープランス郊外のペシオンヴィルに大使館実館が開設した。

### ハイチ地震
2010年1月、ハイチでマグニチュード7.0の「ハイチ地震 (2010年)」が発生し、もともと最貧国であったハイチは防災インフラや社会基盤が脆弱であった事から、首都ポルトープランスを中心に甚大な被害を受けた。さらに、それに追い打ちをかけるようにコレラが大流行し、20万人以上の死者が発生した。
地震を受けて日本は自衛隊を緊急でハイチに派遣。医療物資の援助やテントなどの避難物資の提供、救命活動や医療行為が実施され（自衛隊ハイチ国際緊急援助活動）、それにほぼ継続してブラジル主導の国際連合ハイチ安定化ミッション（MINUSTAH）にも参加した（自衛隊ハイチPKO派遣）。ミッションでは、重機による倒壊した建物の瓦礫の撤去や道路の補修、日本は地震大国である事から地震に関する防災・耐震技術の提供等が実施されたほか、ミッション後半では文化交流や教育活動も行われた。これら支援の総額は7500万ドルに及び、アメリカ合衆国に次いで高額であった。
なお、日本は撤退に際しハイチへ重機を譲渡しているが、自衛隊の重機は武装可能なため武器に分類され以前は譲渡不可能だった。しかし、派遣期間中に武器輸出三原則が緩和され重機譲渡が可能となり、日本としては初めて「武器」を譲渡した国となった。2013年、自衛隊はハイチから撤退した。

## 現況
2012年に、当時ハイチ大統領であったミシェル・マテリが現職大統領として初訪日。当時総理大臣であった野田佳彦と首脳会談を実施して、ハイチ側はハイチ地震後やハリケーン・サンディにおける日本の支援に感謝の意を示した。一方の日本側は、防災やインフラ面で、ハイチにさらなる支援を実施していく事を約束している。続く2014年には、日・カリコム（カリブ共同体）首脳会談の開催国であったトリニダード・トバゴでも大統領マテリと安倍晋三との間で懇談会が実施され、前政権の方針を引き継いだ協力関係が確認されている。両国ともに島国であり、地震大国といった特徴を共有している事から、このように防災面での結びつきは強い。
日本は2017年までに累計で600億円以上の援助をハイチに実施しており、ハイチにとって日本は主要な開発援助国である。ハイチ地震後だけでも、日本はハイチの復興・開発のために3.2億ドル超（約350億円）の支援を実施している。また、ハイチ地震、ハリケーン・サンディの復興援助に続いて、2016年10月にハイチを襲い500人以上の死者を出した、ハリケーン・マシューの復興にも日本は援助を実施している。2018年には、ハイチにおけるコレラの予防と根絶の為、ユニセフを通じて3億円以上を拠出した。
ハイチでは、日本車やバイク，柔道や空手といったスポーツ，またアニメや漫画といったポップカルチャーへの関心は若者を中心に高い一方で，日本の伝統文化や社会情勢についての情報は未だ限定的である。その為、在ハイチ日本国大使館では日本文化の発進活動が続けられている。また、2014年よりハイチ国立大学と埼玉大学の間では学術交流協定が締結されているなど学術的な結び付きは強まっている。

## 外交使節

### 駐日ハイチ大使
- （臨時代理大使）ラマルティニエール・フィデリア（1959～1960年）[21]
- ヴィクター・ヌヴェール・コンスタン（1960年）[21]
- 空席（1960年～）[21]
- （臨時代理大使）フリッツネル・ラフォンタン（1989年以前[22][23]～1991年）
- （臨時代理大使）マルセル・デュレ（1991～1995年）
- マルセル・デュレ（臨時代理大使と同一人物、1995～2003年、信任状捧呈は5月11日[24]）
- 空席（2003～2005年）
- （臨時代理大使）ジャン・クロード・ボード（2005～2011年）
- （臨時代理大使）ジュディット・エグザビエ（2011～2012年）
- ラルフ・ラトルチュ（2012～2013年、信任状捧呈は12月11日[25]）
- （臨時代理大使）ジュディット・エグザビエ（再任、2013～2016年）
- （臨時代理大使）ルイス・ハロルド・ジョセップ（2016～2017年）
- （臨時代理大使）フランシリエン・ヴィクトリン（2017～2020年）
- （臨時代理大使）エルフ・モノド・オノラ（2020年）
- エルフ・モノド・オノラ（臨時代理大使と同一人物、2020～2023年、信任状捧呈は10月7日[26]）
- （臨時代理大使）ダーリェ・ドーバル（2023年）
- （臨時代理大使）ワトソン・レイシウス・デニ（2023年～）